# Torkopf (Karwendel)
Der Torkopf ist ein 2014 m ü. A. hoher Berg im Karwendel in Tirol.
Der Gipfel ist als für trittsichere Bergwanderer unschwierige Bergwanderung durch das Rontal oder das Tortal von Hinterriß (928 m ü. A.) über die Torscharte (1815 m ü. A.) zu erreichen (Aufstiegszeit bis Gipfel: ca. 3:00 Stunden (durch Tortal), Abstiegszeit: ca. 2:00 Stunden (durch Rontal), ca. 1100 Höhenmeter). Dabei ist der Weg nur bis zur Torscharte markiert, anschließend finden sich Trittspuren. Beim Gipfelanstieg sind kurze ausgesetzte Graspassagen zu überwinden.

## Galerie

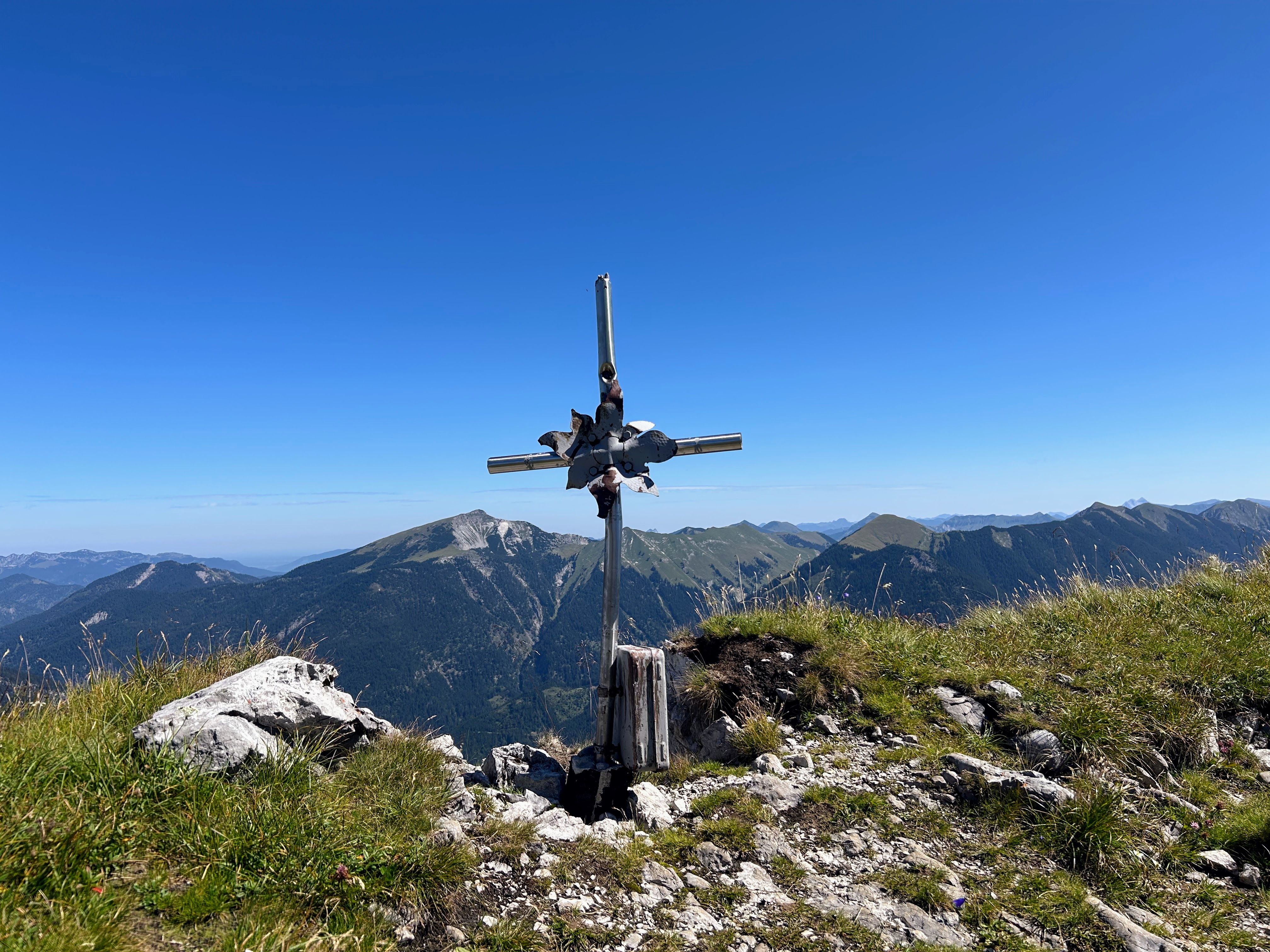
Gipfelkreuz mit Schafreuter im Hintergrund